# Epping Forest (dystrykt)
Epping Forest – dystrykt w hrabstwie Essex w Anglii.

## Miasta
- Buckhurst Hill
- Chigwell
- Chipping Ongar
- Epping
- Loughton
- Waltham Abbey

## Inne miejscowości
Abbess Roding, Abridge, Bobbingworth, Fyfield, High Laver, High Ongar, King Street, Lower Sheering, Marden Ash, Matching Green, Matching Tye, Matching, Moreton, Nazeing, North Weald Bassett, Norton Heath, Norton Mandeville, The Rodings, Roydon, Sewardstone, Sheering, Stanford Rivers, Theydon Bois, Theydon Garnon, Theydon Mount, Thornwood Common, Upshire.